# Ctenognophos
Ctenognophos là một chi bướm đêm thuộc họ Geometridae.

## Các loài
- Ctenognophos burmesteri (Graeser, 1888)
- Ctenognophos eolaria (Guenée, 1857)
- Ctenognophos solianikovi Viidalepp, 1988
- Ctenognophos tetarte Wehrli, 1931